# IC 4406
Pour les articles homonymes, voir Nébuleuse (homonymie) et Rétine.
IC 4406 ou nébuleuse de la Rétine ou Retina Nebula (en anglais), est une nébuleuse planétaire bipolaire d'environ 1 années-lumière (al) d'envergure, située à environ 2 000 al de la Terre dans la constellation du Loup du bras Écu-Croix de la Voie lactée. 

## Histoire
Elle a été découverte en 1899 par l'astronome américain DeLisle Stewart.

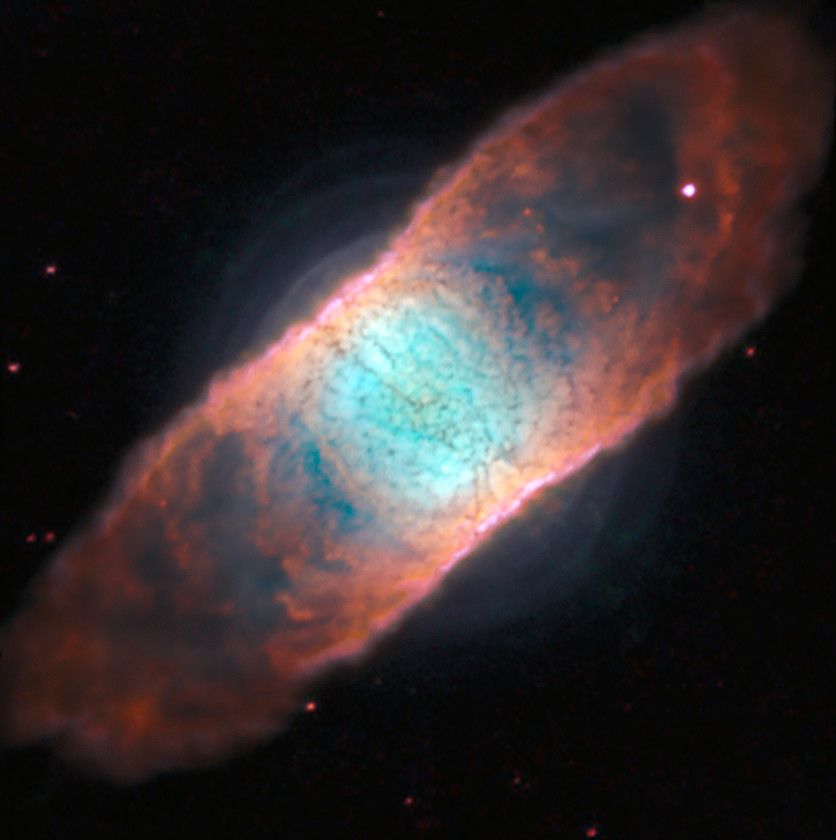
IC 4406 par l'instrument MUSE.

Elle est issue de sa naine blanche centrale en fin de vie, qui a expulsé ses couches de gaz externes sous forme de jets bipolaires symétriques.
IC 4406 présente une structure générale 3D en forme de beignet (ou de tore) vu sur le côté en 2D depuis la Terre. L’une de ses caractéristiques les plus intéressantes et spectaculaires est le réseau irrégulier de bandes sombres qui sillonnent son centre formé de filaments complexes de matière comparés à la rétine d'un œil, à l'origine de son surnom. Ces voies de poussières mesurent environ 160 unités astronomiques de large et disparaîtront peut être avec l'expansion de la nébuleuse au fil des milliers d'années.
En 2017, de nouvelles observations d'IC 4406 par l'instrument MUSE, équipé alors d'un nouveau dispositif d’optique adaptative (AOF), du Très Grand Télescope (VLT) ont permis la découverte de nouvelles structures en formes de coquilles, vues comme des arcs entourant le centre de la nébuleuse.